# دیپ بلک
دیپ بلک یک بازی ویدئویی است که توسط بیارت توسعه یافته و توسط ۵۰۵ گیمز برای مایکروسافت ویندوز، پلی استیشن ۳ و ایکس باکس ۳۶۰ منتشر شده‌است.
دیپ بلک در ۱۲ آوریل ۲۰۱۲ در استیم با نام دیپ بلک:ریلودد و برای کنسول‌ها در ۲۵ آوریل با عنوان دیپ بلک:بخش اول منتشر شد. این بازی دارای یک موسیقی ارکسترال است که توسط جرمی سول نوشته شده‌است، که بیشتر برای کارهایش در سری الدر اسکروولز و گویلد وارز شناخته شده‌است.

## طرح
دیپ بلک در آینده ای نزدیک، در یک دنیای ناپایدار از هرج و مرج، جاسوسی، تروریسم، و مبارزه ناامیدانه برای برتری در جهان و در اختیار داشتن سلاح‌های بیولوژیکی پیچیده اتفاق می‌افتد.

## گیم پلی
بیشتر اکشن‌ها در دپ بلک در زیر آب انجام می‌شود، و بازیکنان با «جت‌های تخصصی زیر آب با هارپون‌های یکپارچه، زیردریایی‌های کوچک و سایر تجهیزات با فناوری پیشرفته» در اعماق حرکت می‌کنند. اما همه چیز شنا و تیراندازی نیست! ۵۰۵ گیمز نوید یک خط داستانی با «معمای علمی-تخیلی پیچیده، جاسوسی و وحشت زیستی» را می‌داد که در آخر آنچیز که پیشبینی می‌شد نشد.

## نمرات
این بازی امتیاز ۴۷ «به‌طور کلی نامطلوب» را از متاکریتیک دریافت کرد. منتقدها از انیمیشن‌ها و داستان ضعیف انتقاد کردند، در حالی که مکانیک کنترل زیر آب را ستایش کردند.